# Лангерак (Південна Голландія)
Лангерак (нід. Langerak) — місто в нідерландській провінції Південна Голландія. Входить до муніципалітету Моленланден. Його населення станом на 2005 рік складало 1730 осіб.
До 1986 року мало статус окремого муніципалітету.